# Unité urbaine de Hazebrouck
L'unité urbaine de Hazebrouck est une unité urbaine française centrée sur Hazebrouck, ville du département du Nord, dans la région Hauts-de-France.

## Localisation
L'unité urbaine de Hazebrouck est située dans le nord-est de la région Hauts-de-France, à proximité de la Belgique.
Hazebrouck et son agglomération sont situées dans la région naturelle de l'Houtland, à une vingtaine de kilomètres au nord de l'unité urbaine d'Armentières et à une quarantaine de kilomètres au nord-ouest de l'unité urbaine de Lille et autant de kilomètres de l'unité urbaine de Dunkerque située au nord, sur la Mer du Nord.

## Données générales
Dans le zonage réalisé en 2010 par l'Insee, l'unité urbaine était composée de quatre communes.
Dans le nouveau zonage réalisé en 2020, elle est composée de trois communes, la commune de Steenbecque ayant été retiré du périmètre et constituant désormais avec la commune de Thiennes une unité urbaine.
En 2022, avec 24 887 habitants, elle représente la 8e unité urbaine du département du Nord et occupe le 24e rang dans la région Hauts-de-France.
En 2020, sa densité de population s'élève à 321 hab/km2. Par sa superficie, elle ne représente que 1,33 % du territoire départemental et, par sa population, elle regroupe 0,94 % de la population du département du Nord.

## Composition de l'unité urbaine en 2020
Elle est composée des trois communes suivantes :
| Nom                       | Code Insee | Département | Statut       | Superficie (km2) | Population (dernière pop. légale) | Densité (hab./km2) | Modifier                                    |
| ------------------------- | ---------- | ----------- | ------------ | ---------------- | --------------------------------- | ------------------ | ------------------------------------------- |
| Hazebrouck (ville-centre) | 59295      | Nord        | ville-centre | 26,20            | 21 785 (2022)                     | 831                | modifier les données · modifier les données |
| Borre                     | 59091      | Nord        | banlieue     | 5,96             | 564 (2022)                        | 95                 | modifier les données · modifier les données |
| Morbecque                 | 59416      | Nord        | banlieue     | 44,34            | 2 538 (2022)                      | 57                 | modifier les données · modifier les données |

## Évolution démographique
| 1968   | 1975   | 1982   | 1990   | 1999   | 2008   | 2013   | 2020   |
| ------ | ------ | ------ | ------ | ------ | ------ | ------ | ------ |
| 21 608 | 22 722 | 23 050 | 23 581 | 24 605 | 24 979 | 24 930 | 24 557 |

#### Données générales
- Unité urbaine
- Aire d'attraction d'une ville
- Aire urbaine (France)
- Liste des unités urbaines de France

#### Données démographiques en rapport avec l'unité urbaine de Hazebrouck
- Aire d'attraction d'Hazebrouck
- Arrondissement de Dunkerque

#### Données démographiques en rapport avec le Nord
- Démographie du Nord